# Gilbert de Clare, 1. Earl of Hertford
Gilbert de Clare, 1. Earl of Hertford († 1152) war ein anglonormannischer Adliger aus der Familie de Clare.
Er war der älteste Sohn von Richard FitzGilbert de Clare und dessen Frau Adeliza, Tochter von Ranulph le Meschin, 1. Earl of Chester. Nach der Ermordung seines Vaters 1136 erbte er dessen südenglische Besitzungen Clare und Tonbridge, während die walisischen Besitzungen durch den walisischen Sieg in der Schlacht von Crug Mawr verloren gingen. Er wurde unter König Stephan um 1138 zum Earl of Hertford ernannt. In dem Thronfolgestreit zwischen Stephan und seiner Rivalin Matilda, der Anarchy, stand er zunächst auf der Seite des Königs und kämpfte in den Schlachten von Lincoln und Winchester. 1146 stellte er sich dem König als Geisel für seinen Onkel Ranulph de Gernon, 2. Earl of Chester. Als Ranulph jedoch erneut die Seiten wechselte, zwang ihn der König, ihm seine Burgen zu übergeben. Als Gilbert daraufhin freigelassen wurde, stellte er sich ebenfalls auf die Seite der Gegner Stephans.
Aus seiner Ehe mit Lucy, deren Herkunft unbekannt ist, hatte er mindestens eine Tochter, Margaret, die William de Montfichet († vor 1156) heiratete. Da Gilbert ohne männliche Nachkommen starb, fielen seine Ländereien an seinen jüngeren Bruder Roger. Seine Witwe Lucy heiratete in zweiter Ehe Baldwin de Redvers, 1. Earl of Devon.